# Vreme čuda
Vreme čuda (serbi: Temps de miracles) és una pel·lícula dramàtica iugoslava del 1989 dirigida per Goran Paskaljević. La pel·lícula va ser seleccionada com a entrada iugoslava per la Millor pel·lícula en llengua estrangera als Premis Oscar de 1990, però no va ser acceptada com a candidata.

## Argument
El poble de Betània (modelat a partir del poble que, segons la Bíblia, es troba prop de Jerusalem on va ressuscitar Llàtzer), setembre de 1945, acaba d'acabar la Segona Guerra Mundial. El nou govern comunista revolucionari comença la lluita contra els costums i les creences populars i inicia el procés d'"exorcitzar Déu". L'escola del poble es va cremar en un incendi i les autoritats van irrompre a l'església del poble i van expulsar el sacerdot. Un revolucionari puja a l'església i penja la bandera comunista a la creu. Altres revolucionaris pinten frescos a les parets. Tanmateix, després de cada intent d'emblanquinar les parets, els frescos tornen miraculosament. Els comunistes perceben aquest acte com un acte contrarevolucionari. Aviat el mestre mor i un desconegut apareix al poble.
Un jove que ningú coneix toca les mans del mestre difunt al cadafal i el ressuscita d'entre els morts. La gent comença a creure que Crist ha arribat al seu poble i està fent miracles, mentre els comunistes declaren que la resurrecció d'entre els morts és un acte contrarevolucionari. El problema dels comunistes és ara el mestre que va ressuscitar d'entre els morts, perquè la revolució no creu en els miracles. Hi ha un conflicte entre dos dogmes: la interpretació primitiva del comunisme i el cristianisme.

## Repartiment
- Miki Manojlović com a Nikodim
- Dragan Maksimović com a Lazar
- Mirjana Karanović com a Marta
- Danilo Stojković com a Jovan
- Svetozar Cvetković com a jove
- Mirjana Joković com a Marija
- Ljuba Tadić com el sacerdot Luka
- Slobodan Ninković com a Ozren
- Dušan Janićijević com a home coixejant
- Stole Aranđelović com a cec
- Ljiljana Jovanović com a dona de Mihajlo
- Neda Arnerić com a dona del sacerdot
- Radmila Savićević com a vella
- Stojan Dečermić com a jutge
- Dragomir Felba com a Mihajlo
- Milan Pleština com el fill de Mihajlo
- Olivera Viktorović com a Stanija
- Tanja Maskareli-Ostojić com a mare

## Premis
La pel·lícula va rebre el premi FIPRESCI de la Federació Internacional de la Premsa Cinematogràfica al Festival Internacional de Cinema de Sant Sebastià 1990.